# Stolzalpe
Stolzalpe è una frazione di 449 abitanti del comune austriaco di Murau, nell'omonimo distretto (Stiria). Già comune autonomo, il 1º gennaio 2015 è stato aggregato a Murau assieme agli altri ex comuni di Laßnitz bei Murau e Triebendorf.